# Arqueologia processual
A arqueologia processual (anteriormente, “New Archeology”, Nova Arqueologia) é uma forma de teoria arqueológica. Teve seu início em 1958 com o trabalho de Gordon Willey e Philip Phillips, "Método e Teoria na Arqueologia Americana", no qual a dupla afirmou que "a arqueologia americana é antropologia, ou não é nada" (Willey e Phillips, 1958:2), uma reformulação do comentário de Frederic William Maitland: "Minha própria crença é que, em breve, a antropologia terá que escolher entre ser história e não ser nada." A ideia implicava que os objetivos da arqueologia eram os mesmos da antropologia, que era responder a perguntas sobre os humanos e a cultura humana. Pretendia-se que isso fosse uma crítica ao período anterior da arqueologia, a fase da história cultural, na qual os arqueólogos acreditavam que os artefatos informativos sobre a cultura passada seriam perdidos assim que os itens fossem incluídos no registro arqueológico. Willey e Phillips acreditavam que tudo o que se podia fazer era catalogar, descrever e criar linhas do tempo com base nos artefatos.
Os defensores da arqueologia processual alegavam que o uso rigoroso do método científico possibilitava ultrapassar os limites do registro arqueológico e aprender algo sobre o estilo de vida daqueles que criaram ou utilizaram artefatos. Colin Renfrew, um defensor da arqueologia processual, observou em 1987 que ela concentra a atenção nos "processos históricos subjacentes que estão na raiz da mudança". A arqueologia, observou ele, "aprendeu a falar com maior autoridade e precisão sobre a ecologia das sociedades do passado, sua tecnologia, sua base econômica e sua organização social. Agora, começa a se interessar pela ideologia das comunidades primitivas: suas religiões, a maneira como expressavam posição social, status e identidade de grupo".

## Teoria
Arqueólogos processuais acreditam que podem compreender sistemas culturais passados por meio dos vestígios que deixaram para trás. Uma teoria que influencia isso é a de Leslie White, de que a cultura pode ser definida como o meio exossomático (externo ao corpo) de adaptação ambiental para humanos. Ou seja, os arqueólogos estudam a adaptação cultural às mudanças ambientais em vez da adaptação dos humanos ao longo de gerações, assunto abordado por biólogos evolucionistas. Esse foco na adaptação ambiental baseia-se nas ideias de ecologia cultural e evolução multilinear de antropólogos como Julian Steward. Na adaptação exossomática, a cultura é determinada por suas restrições ambientais. Como resultado, os arqueólogos processuais propõem que a mudança cultural ocorre dentro de uma estrutura previsível definida e buscam compreender a adaptação analisando seus componentes. Além disso, como a estrutura é previsível, a ciência é a chave para desvendar como esses componentes interagiram com a cultura como um todo. Consequentemente, os arqueólogos processuais sustentam que as mudanças culturais são impulsionadas por "processos" evolutivos no desenvolvimento cultural. As mudanças culturais resultantes seriam adaptativas em relação ao ambiente. Nesse contexto, as mudanças na cultura não são apenas compreensíveis, mas também cientificamente previsíveis, uma vez compreendida a interação das variáveis. Com efeito, os arqueólogos deveriam ser capazes de reconstruir completamente esses "processos culturais". Daí o nome "arqueologia processual" e seus praticantes se tornarem conhecidos como "novos arqueólogos". 
"A Nova Arqueologia representa uma exploração precipitada, não planejada e inacabada de um novo campo disciplinar, conduzida com sucesso muito variado em uma atmosfera de completa incerteza. O que a princípio parecia ser apenas um período de reequipamento técnico produziu profundos problemas práticos, teóricos e filosóficos, aos quais as novas arqueologias responderam com diversos novos métodos, novas observações, novos paradigmas e nova teoria. No entanto, ao contrário de sua progenitora, a Nova Arqueologia ainda é um conjunto de perguntas e não um conjunto de respostas; quando as perguntas forem respondidas, ela também será a Velha Arqueologia." 

Processualista David L. Clarke, 1973.
Cientificamente, porém, o desafio enfrentado pelos proponentes da Nova Arqueologia era desenvolver uma metodologia para analisar os vestígios arqueológicos de uma forma mais científica, visto que tal estrutura não existia. A ausência desse tipo de análise em trabalhos da ciência arqueológica levou Willey e Phillips a declararem, em 1958: "Tão pouco trabalho foi feito na arqueologia americana em nível explicativo que é difícil encontrar um nome para ele". Diferentes pesquisadores tinham abordagens alternativas para esse problema. Lewis Binford acreditava que informações etno-históricas (história dos povos) eram necessárias para facilitar a compreensão do contexto arqueológico. A pesquisa etno-histórica envolve viver e estudar a vida daqueles que teriam usado os artefatos — ou pelo menos estudar uma cultura semelhante. Binford queria provar que o conjunto musteriano, um grupo de artefatos de pedra da França durante a era glacial, estava adaptado ao seu ambiente. Para provar isso, Binford passou um tempo com os Nunamiut do Alasca, um povo que vivia em condições muito semelhantes às da França durante o período em questão. Binford obteve sucesso com essa abordagem e, embora seu problema específico tenha escapado a uma compreensão completa, o trabalho etno-histórico que ele realizou é frequentemente mencionado por pesquisadores hoje e, desde então, tem sido imitado por muitos.
As novas abordagens metodológicas do paradigma da pesquisa processual incluem o positivismo lógico (a ideia de que todos os aspectos da cultura são acessíveis por meio do registro material), o uso de dados quantitativos e o modelo hipotético-dedutivo (método científico de observação e teste de hipóteses). Um exemplo desse teste de hipóteses é a hipótese de Saxe-Goldstein, desenvolvida por Arthur Saxe e Lynne Goldstein na década de 1970, que previa que o uso de áreas formais para o descarte de mortos se correlacionaria com o grau em que uma sociedade continha grupos corporativos que reivindicavam direitos a certos recursos por meio de reivindicações de descendência dos ancestrais enterrados neles.
No final da década de 1960 e início da década de 1970, o arqueólogo Kent Flannery começou a defender a ideia de que a teoria dos sistemas poderia ser usada na arqueologia para abordar questões culturais de uma perspectiva imparcial, já que o estudo se concentra no todo simbiótico de uma cultura, e não em suas partes ou artefatos. A teoria dos sistemas, no entanto, demonstrou ter limitações problemáticas para a arqueologia como um todo, pois funciona bem ao descrever como os elementos de uma cultura interagem, mas tem um desempenho ruim ao descrever por que eles interagem da maneira que interagem. Apesar de suas deficiências, a teoria dos sistemas tornou-se uma parte muito importante do processualismo, pois estabelece parâmetros para os arqueólogos examinarem outras culturas únicas de seus povos, ao mesmo tempo em que limita a interferência dos próprios vieses culturais do pesquisador. 

Um exemplo de processualismo, no campo da paleolinguística, Colin Renfrew — que, em sua reavaliação da língua protoindo-europeia em 1987, defendeu a disseminação das línguas indo-europeias pela Europa neolítica em conexão com a expansão da agricultura — delineou três processos primários básicos pelos quais uma língua passa a ser falada em uma área específica. Esses processos são: colonização inicial, substituição e desenvolvimento contínuo. Apoiado por análises linguísticas, progressões migratórias aceitas e registros arqueológicos, Renfrew propôs uma nova conclusão radical que contradizia teorias de origem linguística de longa data. Com a proposta de Renfrew longe de ser conclusiva, o The New York Times publicou as descobertas, alegando que o trabalho de Renfrew foi desde então apoiado e desafiado em vários estudos de linguistas, arqueólogos, biólogos, geneticistas, estatísticos e matemáticos computacionais. Embora as conclusões de Renfrew ainda gerem debate, o entendimento científico obtido a partir de amplos estudos interdisciplinares demonstra que as análises processuais de um tópico complexo fornecem dados valiosos que podem ser analisados, refutados e desenvolvidos para melhor compreensão da história cultural.

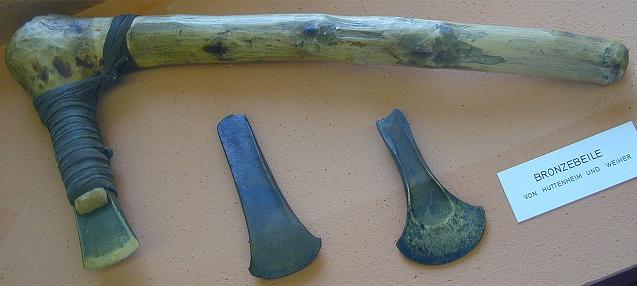
Vários elementos tecnômicos, ou seja, funcionais: machados
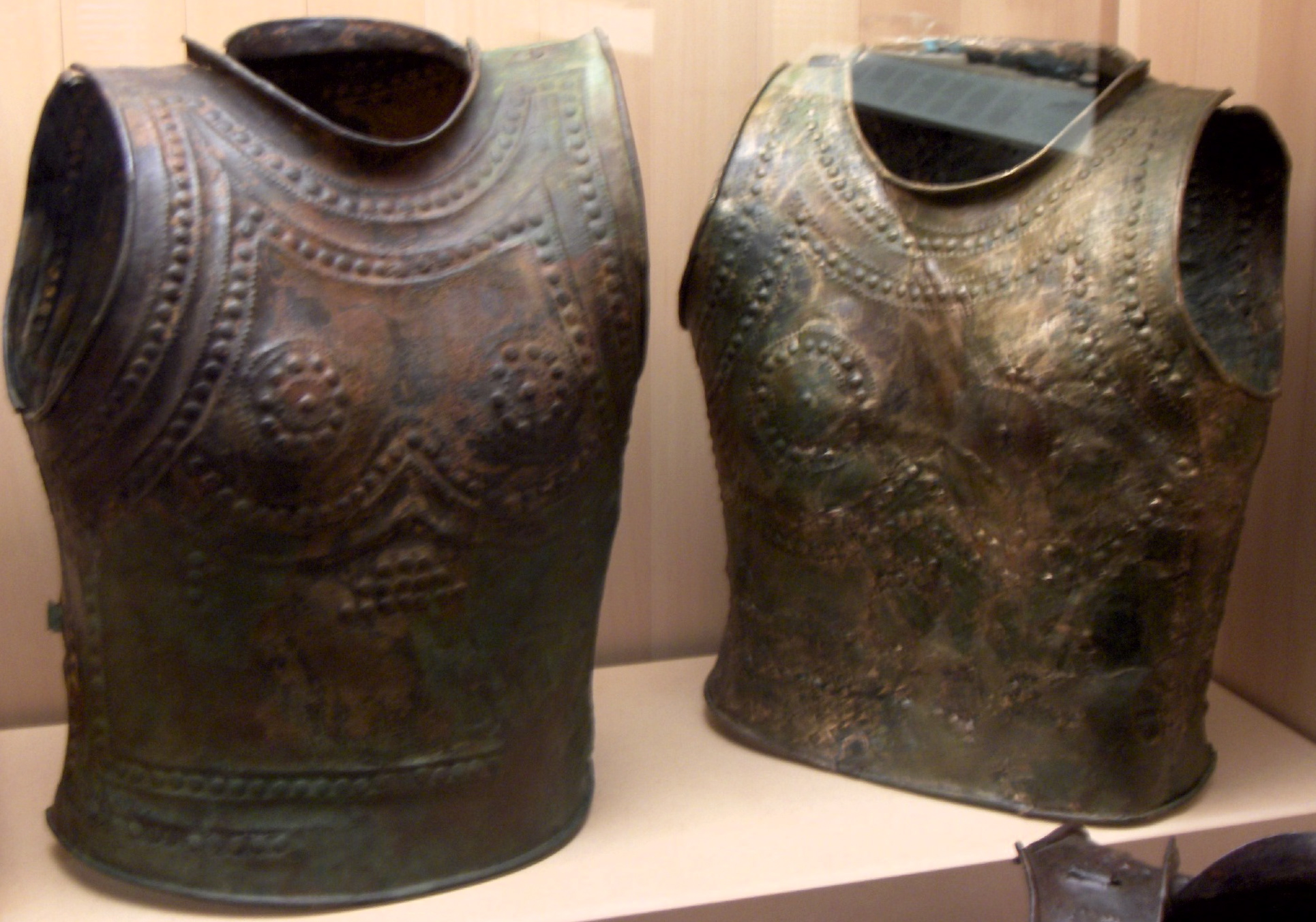
Dois elementos sócio-técnicos, de autoridade: couraças
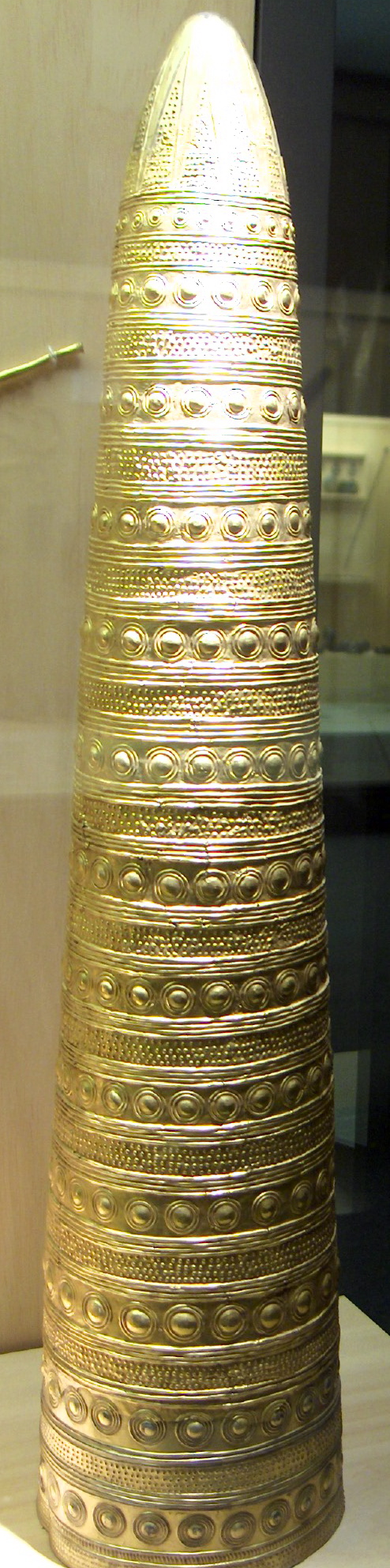
Um elemento ideotécnico, de caráter ceremonial: o Cone de Aventon

## Desenvolvimento teórico adicional
Em 1973, o processualista David Clarke, da Universidade de Cambridge, publicaria um artigo acadêmico na Antiquity, afirmando que, como disciplina, a arqueologia havia passado de sua "nobre inocência" original para a "autoconsciência" e, em seguida, para a "autoconsciência crítica", um sintoma disso era o desenvolvimento da Nova Arqueologia. Como resultado, argumentou ele, a arqueologia havia sofrido uma "perda de inocência", à medida que os arqueólogos se tornavam céticos em relação ao trabalho de seus predecessores. O artigo de Clarke seria posteriormente descrito como "uma das declarações seminais da Nova Arqueologia, por um de seus principais proponentes" na Grã-Bretanha, se não em outros lugares, pelos arqueólogos Caroline Malone e Simon Stoddart.

O desenvolvimento do processualismo transformou a arqueologia e, às vezes, é chamado de "Nova Arqueologia". Com poucas exceções notáveis, como a Universidade de Boston, as universidades americanas classificam a arqueologia como uma subdisciplina da antropologia, enquanto na Europa ela é considerada uma disciplina mais próxima dos estudos históricos. É importante analisar quais ciências estão relacionadas, pois tal análise destaca as questões sobre o que a arqueologia deve estudar e de que maneiras. Assim como outros cientistas sociais, os Novos Arqueólogos, ou processualistas, desejavam utilizar metodologia científica em seu trabalho. A arqueologia, e em particular a arqueologia do período histórico, às vezes se aliou mais a disciplinas de humanidades, como as Ciências Clássicas. A questão de onde situar a arqueologia como disciplina, e suas questões concomitantes sobre o que a arqueologia deve estudar e quais métodos deve usar, provavelmente desempenharam um papel importante no surgimento do pós-processualismo na Europa.
"Será que esses desenvolvimentos representam uma 'Nova Arqueologia'? Bem, é claro que depende do ponto de vista do observador e do que o observador deseja ver. No entanto, parece difícil sustentar a visão de que o caráter, a escala e a rapidez das mudanças recentes não têm maior significado do que aquelas experimentadas em outros períodos de vinte anos de desenvolvimento arqueológico. Parece, antes, ter testemunhado uma série interconectada de desenvolvimentos dramáticos, interseccionais e internacionais que, em conjunto, podem ser considerados como definidores de novas arqueologias dentro de uma Nova Arqueologia; optar por usar esses termos ou evitá-los é, portanto, principalmente uma decisão pessoal, política e semântica."

Processualista David L. Clarke, 1973.

## Características
- Distinção entre trabalho de campo e a investigação do passado humano;
- Elaboração de novos modelos de estruturação da nova disciplina; a arqueologia tradicional tendia a identificar os seus pressupostos estruturais com a antropologia sociocultural, o que limitava o seu objetivo essencial como campo científico, que é o de lidar com noções de tempo e mudança presentes nos diferentes tipos de organizações sociais; em suma, “escolher um modelo dessa fonte limitará a arqueologia a ‘estudos funcionais’ não-comprováveis, executados em termos de diferenças e similaridades e não de mudanças”;
- Definições explícitas (e de certo modo também, redefinições) gerais de teorias e métodos existentes no campo arqueológico; métodos eram frequentemente tratados como técnicas, sem muita determinação acerca de seu funcionamento; os variados usos do termo artefato é um exemplo de que não há uma definição geral sobre o emprego desse termo, da qual tais usos pudessem ter uma origem comum; e veja, não só o número de termos e significados de termos se aproxima do número de tipos de problemas atacados pelos arqueólogos, como também estão faltando os meios para falar de métodos em geral, à parte os problemas particulares;
- Uma busca clara do que é a Arqueologia; frequentemente, tal questão é explicitada de acordo com o objeto e os objetivos do estudo arqueológico, algo negativo do ponto de vista neo-arqueológico; “quando se tentam definições em termos de objetivos, estes são geralmente casos especiais, definições egocêntricas da disciplina inteira, feitas em termos do que porventura é de interesse para um dado indivíduo”.

Essas quatro causas estão intimamente relacionadas às necessidades de constituição de uma teoria da Arqueologia que fosse mais clara, mais evidente, também de um ponto de vista prático. Evidentemente, a Nova Arqueologia conserva ainda traços dessa Arqueologia tradicional, demonstrando a contribuição importante que a anterior foi responsável na construção desse campo do conhecimento humano.

## Criticismo
O arqueólogo processualista David L. Clarke sugeriu que a Nova Arqueologia enfrentaria oposição particular de amadores, arqueólogos históricos e escavadores práticos, mas argumentou que tais indivíduos ainda se beneficiariam da adoção da teoria.
O processualismo começou a ser criticado logo após seu surgimento, iniciando um movimento teórico que viria a ser chamado de pós-processualismo. Críticos pós-processualistas consideram que as principais fragilidades da arqueologia processual são:
- determinismo ambiental
- falta de agência humana
- visão das culturas como homeostáticas, com a mudança cultural resultando apenas de estímulos externos
- falha em levar em consideração fatores como gênero, etnia, identidade, relações sociais etc.
- suposta objetividade da interpretação

Em 1987, o arqueólogo Christopher Chippindale, da Universidade de Cambridge, discorreu sobre a visão do processualismo na época, contextualizando-a na década de 1960, quando afirmou que:
Os estudiosos mais astutos da geração atual consideram, com razão, a "Nova Arqueologia", em sua forma original, como uma obra de época, um artefato tão estranho daquela era remota quanto os eventos de Paris ou Woodstock. Eles têm alguma razão: a insistência então radical de que nada valioso havia sido escrito em arqueologia antes de 1960 correspondia à crença hippie de que qualquer pessoa com mais de 30 anos era velha demais para ser inteligente, e o otimismo de que qualquer coisa poderia ser recuperada do registro arqueológico se você apenas procurasse bastante era a versão arqueológica da esperança de que o Pentágono poderia ser levitado se apenas um número suficiente de pessoas tivesse fé suficiente.